# Friedrich Lang (Politiker, 1822)
Friedrich August Lang (* 14. Juli 1822 in Langenschwalbach; † 22. November 1866 in Wiesbaden) war nassauischer Jurist und Politiker.
Lang war der Sohn des Gastwirts und späteren Abgeordneten Friedrich Lang und dessen zweiter Ehefrau Elisabeth Ripp († 7. Juni 1867 in Langenschwalbach).
Friedrich Lang studierte Rechtswissenschaften, wurde zum Dr. jur. promoviert und wurde Prokurator in Schwalbach und 1849 Hofgerichtsprokurator am Hofgericht Wiesbaden.
1848 war er Mitglied des Vorparlaments. Nach der Märzrevolution war er 1848 bis 1851 Mitglied der Nassauische Ständeversammlung. Dort gehörte er dem Club der Linken an. 1858 bis 1861 war er Mitglied der 1. Kammer der Landstände des Herzogtums Nassau, 1861 bis 1866 der 2. Kammer. Im Parlament vertrat er liberale Positionen.